# Håkan Andersson (motocrossförare)
Håkan Andersson, född 29 juni 1945, är en svensk motocrossförare från Uddevalla. Han blev världsmästare i motocross 1973 på en 250 cc Yamaha.
Andersson tävlade för BMK Uddevalla (tidigare Bohusläns Motorklubb).